# Колбиха (приток Вола)
Колбиха — река в России, протекает в Ветлужском районе Нижегородской области. Устье реки находится в 11 км по левому берегу реки Вол. Длина реки составляет 10 км. 
Исток реки находится в 10 км западнее города Ветлуга у деревни Таруниха. Река течёт на юго-запад, впадает в Вол ниже села Волынцы.

## Данные водного реестра
По данным государственного водного реестра России относится к Верхневолжскому бассейновому округу, водохозяйственный участок реки — Ветлуга от города Ветлуга и до устья, речной подбассейн реки — Волга от впадения Оки до Куйбышевского водохранилища (без бассейна Суры). Речной бассейн реки — (Верхняя) Волга до Куйбышевского водохранилища (без бассейна Оки).
По данным геоинформационной системы водохозяйственного районирования территории РФ, подготовленной Федеральным агентством водных ресурсов:
- Код водного объекта в государственном водном реестре — 08010400212110000042567
- Код по гидрологической изученности (ГИ) — 110004256
- Код бассейна — 08.01.04.002
- Номер тома по ГИ — 10
- Выпуск по ГИ — 0